# 斯皮爾許奈德角
65°45′S 66°10′W / 65.750°S 66.167°W
斯皮爾許奈德角（英語：Speerschneider Point）是南極洲的海岬，位於比斯科群島的雷諾島西部，處於馬爾姆格倫灣入口處西部，該海岬以丹麥氣象學家命名。